# Emiliano González Navero
Emiliano González Navero (Caraguatay, 16 giugno 1861 – Stati Uniti, 18 ottobre 1934) è stato un avvocato e politico paraguaiano.
Fu presidente provvisorio del Paraguay per ben tre volte, dal 4 luglio 1908  al 25 novembre 1910, dal 25 marzo al 15 agosto 1912 e dal 26 ottobre 1931 al 28 gennaio 1932.
Laureatosi in giurisprudenza (1887), González Navero esercitò l'avvocatura e nel 1890 il presidente Juan Gualberto González lo designò membro del Tribunale Superiore di Giustizia. Senatore dal 1895, aderì alla corrente radicale del movimento liberale, entrando nel direttorio del movimento. Dopo l'insuccesso della rivoluzione dell'agosto 1904, fuggì nel Chaco argentino. Ministro delle Finanze con Juan Bautista Gaona (1904-1905), entrò in contrasto col presidente e fu destituito nel dicembre 1905, ma tornò a quell'incarico pochi giorni dopo, nel governo di Cecilio Báez (1905-1906). Eletto vicepresidente della Repubblica con Benigno Ferreira (1906-1908), dopo il golpe del colonnello Albino Jara assunse la presidenza fino al termine della legislatura (25 novembre 1910). Migliorò le comunicazioni costruendo linee telegrafiche e organizzò nuove intendenze.
Eletto presidente provvisorio dopo le dimissioni di Pedro Peña (22 marzo 1912), González Navero rimase in carica solo fino al 15 agosto (e non fino al 25 novembre 1914), perché si decise di anticipare l'inizio della nuova legislatura (tradizionalmente fissato al 25 novembre dal 1870) eleggendo Eduardo Schaerer. Durante il suo governo gli scontri tra liberali e repubblicani divennero sempre più violenti, fino a culminare con l'uccisione del colonnello Jara.
Nel 1928 González Navero fu eletto vicepresidente con José Patricio Guggiari, che sostituì dal 23 ottobre 1931 al 17 gennaio 1932, per permettergli di sottoporsi al giudizio del Congresso in merito alla sanguinosa repressione della manifestazione studentesca del 23 ottobre 1931.